# Cessna 177

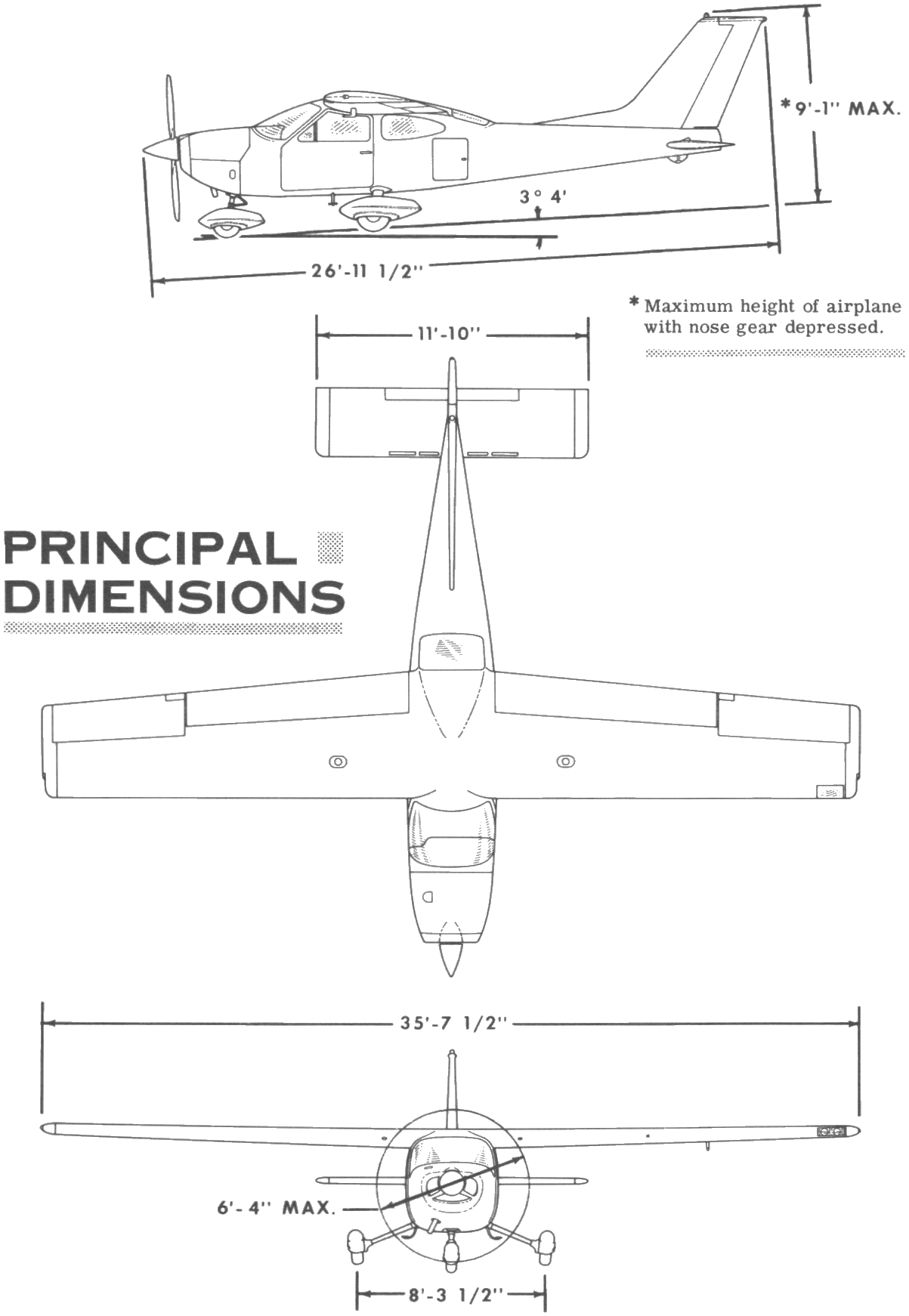
Cessna 177 Cardinal

Cessna 177 Cardinal — американский лёгкий самолёт общего назначения. Был разработан компанией Cessna Aircraft для замены модели Cessna 172 Skyhawk. Серийно выпускался в 1968—1978 годах, выпущено 4295 самолётов.
Несмотря на конструктивные улучшения, продажи самолёта не достигли запланированных показателей.

## Основные модификации

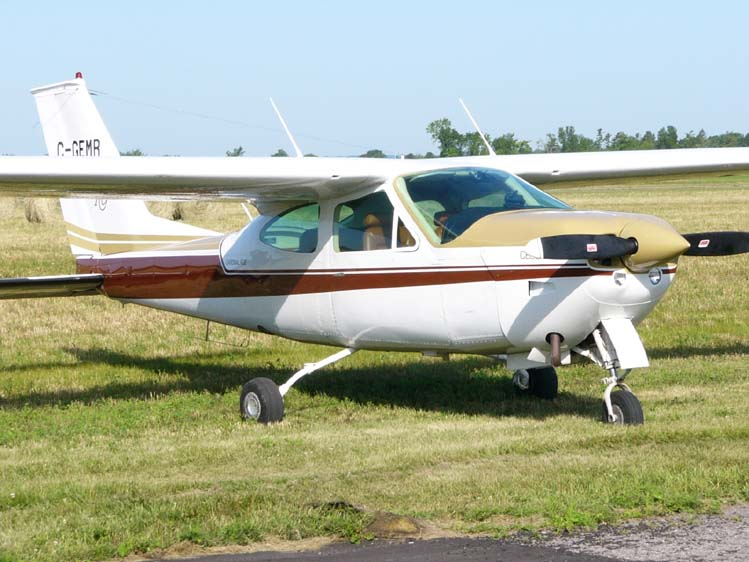
Cessna 177RG Cardinal RG

Cessna 177 — первая производственная серия с четырёхцилиндровым двигателем Lycoming O-320 мощностью 150 л.с.
Cessna 177A (1969 год) — оснащалась более мощным двигателем мощностью 180 л.с.
Cessna 177В — применено крыло нового профиля, установлен винт автоматического шага.
Cessna 177RG (1971) — модель с убирающимся шасси. Увеличен взлётный вес, улучшены скоростные характеристики. Модель выпускалась по лицензии во Франции под обозначением Reims F177RG.